# Filtro biologico
Per filtro biologico, in acquariologia, sia professionale che amatoriale, denominiamo un sistema per acquario, volto a depurare l'acqua dai cataboliti tossici per gli animali ospitati, utilizzando tecnologie basate principalmente sull'attività biologica di microorganismi, principalmente batteri (in particolare Nitrosomonas e Nitrobacter). La parte può essere divisa fisicamente dalla vasca, nella quale viene fatta scorrere l'acqua dell'acquario, o essere una porzione isolata dell'acquario stesso.
Il filtro permette, attraverso diversi compartimenti, di eliminare le sostanze organiche inorganiche e particellate nocive trasformandole in prodotti più o meno innocui per piante e animali. 
Più esteso è il filtro (importante è la superficie attiva), e maggiore sarà la capacità di filtraggio.

## Funzioni
Il filtro dell'acquario in ogni caso svolge diversi tipi di filtrazioni: meccanica, biologica, chimica.
La filtrazione meccanica viene effettuata con parti spugnose, che trattengono foglie morte o escrementi.  In un filtro vengono usate spugne o lana di perlon con porosità diverse. Queste spugne vanno pulite e sostituite regolarmente in base alla grandezza dell'acquario. 
La filtrazione biologica viene effettuata generalmente da "cannolicchi" di ceramica o di altri materiali (o pietre porose apposite), che grazie al loro rapporto porosità/superficie sono adatti a ospitare le colonie di batteri (i più rappresentativi sono Nitrosomonas e Nitrobacter) che trasformano le sostanze nocive in innocue. 
La filtrazione chimico/fisica viene in genere espletata tramite carbone attivo.

## Tipologie
Ci sono diverse tipologie di filtri; variano, infatti, in base alle esigenze dell'acquario e logistiche.
Il tipo di filtro più semplice, ma non meno funzionale, è il cosiddetto filtro interno: un contenitore in materiale plastico è attaccato a una delle parti dell'acquario; all'interno è posizionata una pompa che risucchia acqua attraverso alcuni fori presenti nel contenitore, la spinge prima attraverso una o più spugne (filtrazione meccanica) e successivamente attraverso il materiale biologico (sassi porosi come il matrix, cannolicchi di vari materiali che permettono l'annidamento dei batteri). Talvolta sono inseriti anche altri materiali per la filtrazione chimica come il carbone attivo (trattiene le sostanze, ad esempio a seguito di un trattamento). Il vantaggio è che di fatto l'acqua non esce mai dall'acquario, oltre alla manutenzione semplice e ai costi bassi. Lo svantaggio risulta essere legato al volume che occupa "all'interno" della vasca e, in alcuni casi, può non essere sufficiente il volume di materiale biologico che si riesce a inserire all'interno.
Per cercare di risolvere alcune delle problematiche dei filtri interni, si sono realizzati i filtri esterni: il funzionamento è pressappoco analogo ai precedenti, la differenza è che non si trova fisicamente all'interno dell'acquario bensì all'esterno. Con un sistema di tubi l'acqua viene pescata dall'acquario, viene convogliata al filtro, (spesso inserito sotto l'acquario, all'interno di un mobile) viene filtrata e rispedita in vasca. Il vantaggio è che non occupano spazio all'interno dell'acquario e permettono di inserire al loro interno grandi volumi di materiali filtranti. Lo svantaggio è il costo maggiore, necessitano di una manutenzione più regolare, talvolta sono più rumorosi (dipende dal modello e soprattutto dal sito di installazione; viceversa può risultare anche più silenzioso di uno interno), in caso di perdite l'acqua esce dall'acquario, necessitano di pompe più potenti (maggiore prevalenza per spingere l'acqua verso l'alto).
Un ulteriore tipo è quello a zainetto che cerca di trarre i benefici di entrambi: solo una piccola parte del filtro è immersa in acqua e la restante (zaino) è all'esterno del vetro. Il vantaggio sono che nei modelli più recenti la pompa è immersa in acqua e risulta essere autoinnescante come nei filtri interni e non necessita di potenze elevate, è presente uno spazio piuttosto ampio nello zaino per accogliere un buon volume di materiali filtranti e non occupa spazio all'interno dell'acquario. Lo svantaggio è che si presta bene negli acquari aperti, tendenzialmente meno in quelli con chiusura superiore ,poiché la chiusura di solito non permette di inserirlo (salvo che non si proceda a modifica del coperchio).
Negli acquari marini la tendenza è di non avere un vero e proprio filtro, bensì avere rocce vive all'interno dell'acquario che effettuano il ciclo dell'azoto (parimenti alla filtrazione biologica vista per quelli di acqua dolce), pompa di risalita dell'acqua e schiumatoio per rimuovere le proteine presenti in acqua prima che i batteri le trasformino in nitrato (ultima fase del ciclo dell'azoto).